# 경북매일
경북매일은 경상북도의 지역 신문사이다.

## 연혁
- 1990년 6월 23일 창간.